# Страхов, Юрий Николаевич
Юрий Николаевич Страхов (род. 6 ноября 1959, Москва, СССР) — советский и российский хоккеист и тренер.

## Биография
Дебютировал в сезоне 1978/79, выступал за минское «Динамо» во первой лиге чемпионата СССР. Провёл 6 матчей за молодёжную сборную СССР на чемпионате 1979 года, в составе команды стал чемпионом. В сезоне 1979/80 попытался закрепиться в командах высшей лиги, проведя в октябре и апреле по одному матчу соответственно за рижское «Динамо» и московский «Спартак». Сезон 1980/81 провёл во второй лиге, играя за тольяттинское «Торпедо». В 1981 году стал игроком московских «Крыльев Советов», цвета которых защищал на протяжении следующих двенадцати лет. В чемпионатах страны за команду Юрий Страхов провёл 376 матчей, забросил 28 шайб и отдал 44 голевые передачи.
В 1992 году подписал контракт с немецкой командой «Фюссен», выступавшей в третьей лиге. В 1994 году команда поднялась во вторую лигу. В 1996 году хоккеист перешёл в другую команду второй лиги, «Фрайбург». После сезона 1998/99 завершил карьеру.
В 2009 году вошёл в тренерский штаб воскресенского «Химика», в 2011 году возглавил команду. Руководил «Химиком» на протяжении 3 сезонов. 30 октября 2014 года стал помощником главного тренера молодёжного клуба «Спартак». В 2016 году возглавил возрождённые «Крылья Советов», выступающие в МХЛ.
В 2012 году руководил молодёжной сборной России на Азиатском кубке вызова среди молодёжных команд